# Witold Mańczak
Witold Mańczak (Sosnowiec, 12 de agosto de 1924-12 de enero de 2016) fue un lingüista polaco que ha destacado como romanista. Es miembro de la Polska Akademia Umiejętności y de la Academia Polaca de Ciencias. En su trabajo destacan las llamadas leyes de Mańczak.

## Publicaciones
- Witold Manczak, The Method of Comparing the Vocabulary in Parallel Texts. Journal of Quantitative Linguistics 10(2): 93-103 (2003)  Archivado el 6 de febrero de 2012 en Wayback Machine.
- Witold Mańczak (1999). Wieża Babel. Wrocław: Zakład Narodowy im. Ossolińskich. ISBN 83-04-04463-3).[1]
- Witold Manczak: "Lingwistyka a Prehistoria". BULLETIN DE LA SOCIÉTÉ POLONAISE DE LINGUISTIQUE, fasc. LV, 1999 ISSN 0032-3802 pdf
- Folia Linguistica Historica , Acta Societatis Linguisticae Europaeae .ISSN 0165-4004 Vol. XXI / 1-2 (2000)

- WM: Criticism of naturalness: Naturalness or frequency of occurrence?
- WM: Damaris Nübling, Prinzipien der Irregularisierung. Ein kontrastive Analyse von zehn Verben in zehn germanischen Sprachen

- WM: O Odcyfrowaniach pism. BULLETIN DE LA SOCIÉTÉ POLONAISE DE LINGUISTIQUE, fasc. LX, 2004

ISSN 0032–3802
- PRAOJCZYZNA SŁOWIAN